# Harriet Hudson
Harriet Hudson, född 23 januari 1998, är en australisk roddare.
Hudson tog brons tillsammans med Ria Thompson, Rowena Meredith och Caitlin Cronin i scullerfyra vid olympiska sommarspelen 2020 i Tokyo.